# تپه طلا ۱
تپه طلا ۱ مربوط به سده‌های اولیه و میانه دوران‌های تاریخی پس از اسلام است و در شهرستان گیلانغرب، بخش مرکزی، دهستان حومه، ۲۵۰ متری جنوب شرق روستای کله جوب کیانی واقع شده و این اثر در تاریخ ۲۶ اسفند ۱۳۸۷ با شمارهٔ ثبت ۲۵۶۵۳ به‌عنوان یکی از آثار ملی ایران به ثبت رسیده است.